# Lewis Strang
Lewis Strang, né le 7 août 1884 à Amsterdam (New York) et mort le 20 juillet 1911 à Blue River (Wisconsin), à 26 ans, était un pilote automobile américain du début du XXe siècle.

## Carrière
Descendant direct du général Israel Putnam, orphelin à peine franchi le cap des 10 ans, il doit entrer chez H.H. Franklin Manufacturing Company comme dactylographe. En 1902, il devient le chauffeur du fondateur de l'entreprise, Herbert Franklin. Il continue avec le même emploi, désormais pour le "Roi du Sucre" Henry Osborne Havemeyer, qui roule en Mercedes-Benz, ce qui donne l'occasion à Strang de rencontrer le pilote allemand Emil Stricker, puis il devient démonstrateur automobile de 1903 à 1905. Il sympathise alors avec Joseph Heller, l'importateur belge de la marque automobile Pipe, qui le fait courir lors d'un mile à  Long Branch, N.J., en 1905. Il devient alors le mécanicien embarqué de son oncle, Walter Christie, notamment pour la Coupe Vanderbilt 1906. En 1907, les deux hommes partent une première fois pour la France afin de disputer le Grand Prix de l'A.C.F.. Seul américain, Strang termine bon dernier du classement en 38e position, n'ayant pas pu faire démarrer sa voiture sur la grille de départ. Il finit 33e la saison suivante, sur panne d'embrayage de sa Thomas, alors qu'il est devenu l'étoile montante de son sport aux USA avec une série de succès sur Isotta-Frachini. Toujours en 1908, il épouse à Hartford Jeanne Lou Spalding, originaire du Kentucky, mieux connue sous le nom de scène de Louise Alexander. Son mentor Emil Stricker décède quelques semaines plus tard. Avec Strang, ils avaient l’intention de battre sur Renault 35CV le record du monde des 24 heures à Birmingham, sur l'Alabama State Fairgrounds. Deux pneus de la voiture ayant explosé dans un tournant sur une route banale, l'accident est fatal à Stricker et affecte fortement Strang.
La carrière en sport automobile de ce dernier s'étale régulièrement entre 1907 (sur Rolland-Pilain cette année-là) et 1911. En 1908, le français Paul Lacroix l'engage dans son équipe Renault US. En 1909, William Durant directeur de General Motors le prend sous sa coupe, pour faire équipe avec Bob Burman et Louis Chevrolet, deux autres pilotes à la réputation de "ça casse ou ça passe". Strang dispute 12 courses de l'American Championship car racing AAA de 1909 à 1911 (dont 9 durant la saison 1909, toutes sur Buick. Une victoire à Indianapolis en 1909, une deuxième place à Atlanta en 1910). Strang gagne un total de 19 courses en 1909, dans le Tennessee, l'Illinois, le Kentucky, le Michigan et l'Ohio. À Decatur (Illinois), il remporte les trois épreuves du programme. Sur la piste de Gurley à Waco (Texas), il obtient cinq des neuf courses. En août, il participe à l'inauguration du nouvel Indianapolis Motor Speedway, avec deux victoires sur les seize événements (dont le 100-mile G&J Tire Trophy, la principale course du 20 août). Mais à la suite d'une brouille en novembre, il part chez Fiat pour 1910 à la place de Ralph DePalma. Il gagne immédiatement en décembre 1909 cinq courses lors d'une même réunion sur l'ovale de deux miles d'Atlanta. Fin 1910, il est convoité par la J.I. Case Threshing Machine Company, un fabricant de machines agricoles, pour monter une équipe. Il ne résiste pas au challenge.
Aux 500 miles d'Indianapolis 1911 (première édition, l'unique qu'il dispute), il part en première ligne avec le numéro 1 (la grille de départ étant établie en fonction de l'ordre d'arrivée des inscriptions), sur Case. Elmer Ray le supplée durant quelques tours en course, avant l'abandon au 109e tour. Ses équipiers Joe Jagersberger et Will Jones partent respectivement de la huitième et de la neuvième positions. Ils ne finissent pas non plus.
Strang se tue lors d'essais de reconnaissance à vitesse réduite, moins de deux mois après son apparition à l'Indy 500 et un mois après s'être cassé un bras dans une course à Kenosha WI. Il a en effet, en dépit de son handicap, accepté d'être commissaire de course lors de "Milwaukee to Chicago", une course de la Wisconsin Automobile Association. Aux alentours de Blue River WI., le sol est détrempé par des pluies incessantes, et la voiture de Strang, toujours une Case, verse dans un fossé. Strang est écrasé sous celle-ci alors que les trois autres occupants ont promptement sauté par-dessus bord. Il est le premier des pilotes ayant accompli l'Indy 500 à décéder.

## Palmarès

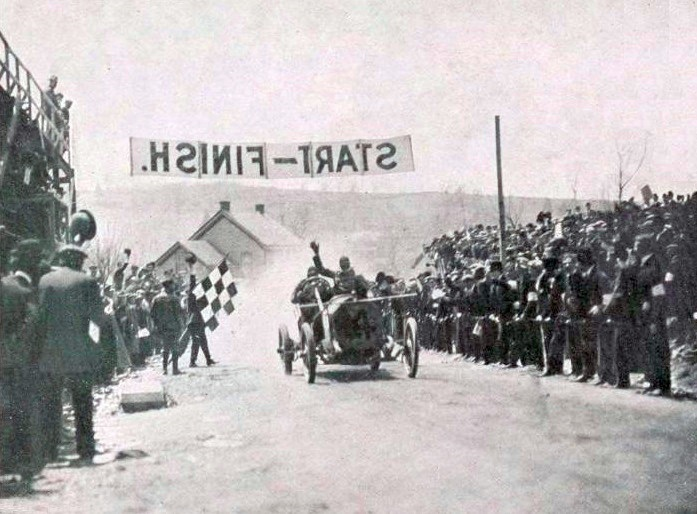
Lewis Strang vainqueur de la Course de Briarcliff près de NY, sur route, en 1908 (en Isotta-Frachini, devant 100000 spectateurs).

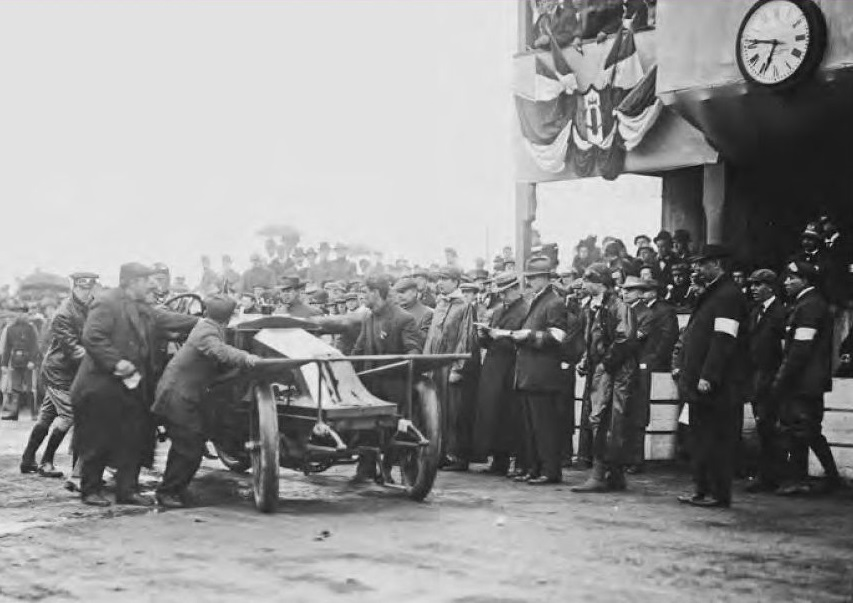
Lewis Strang (mécanicien Lee Anderson) sur 'Agatha' à la Coupe Vanderbilt 1908, ici au circuit de Mineola (Renault de Paul Lacroix).

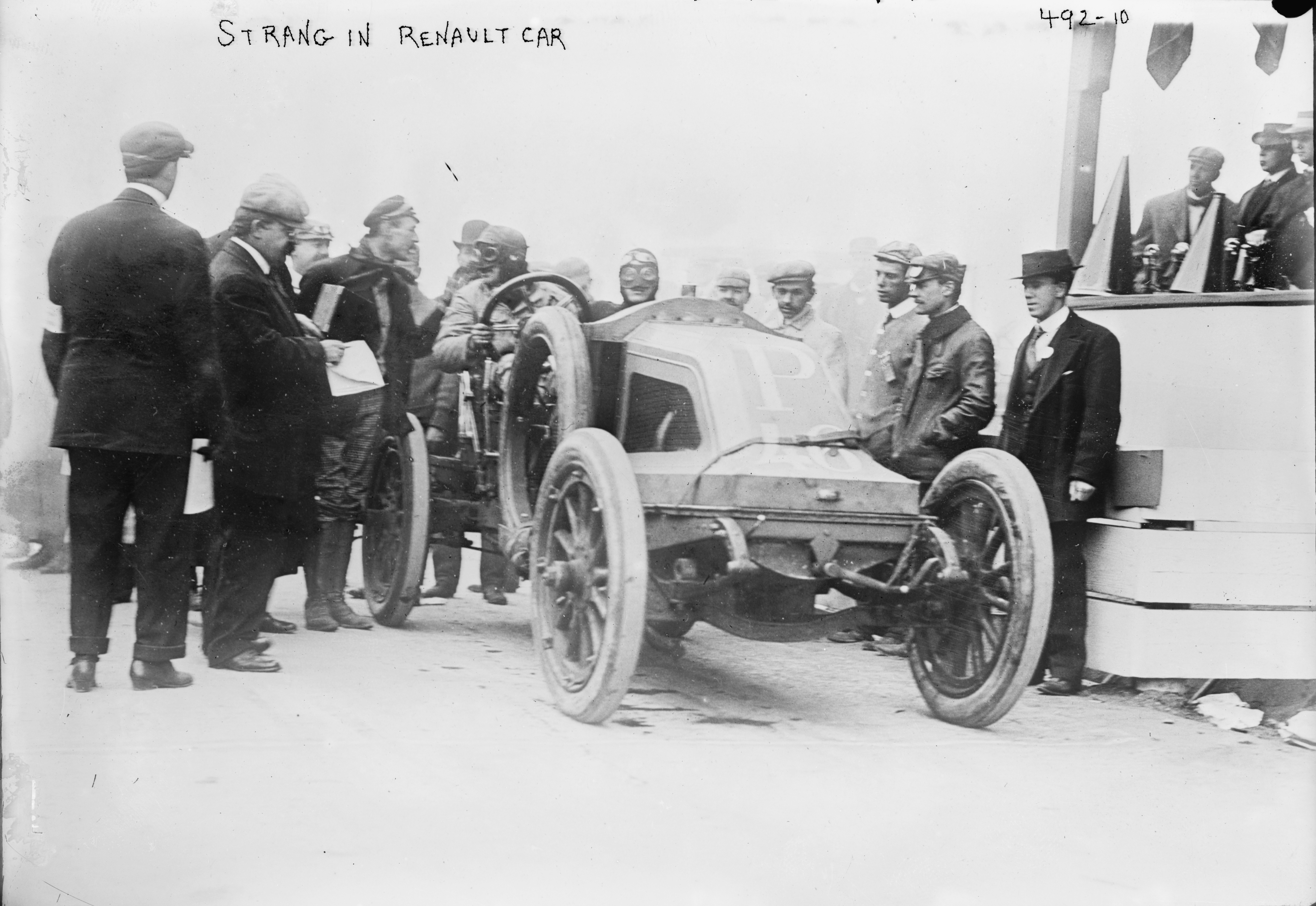
Strang toujours sur "Agatha" Renault, au premier GP des USA en 1908.

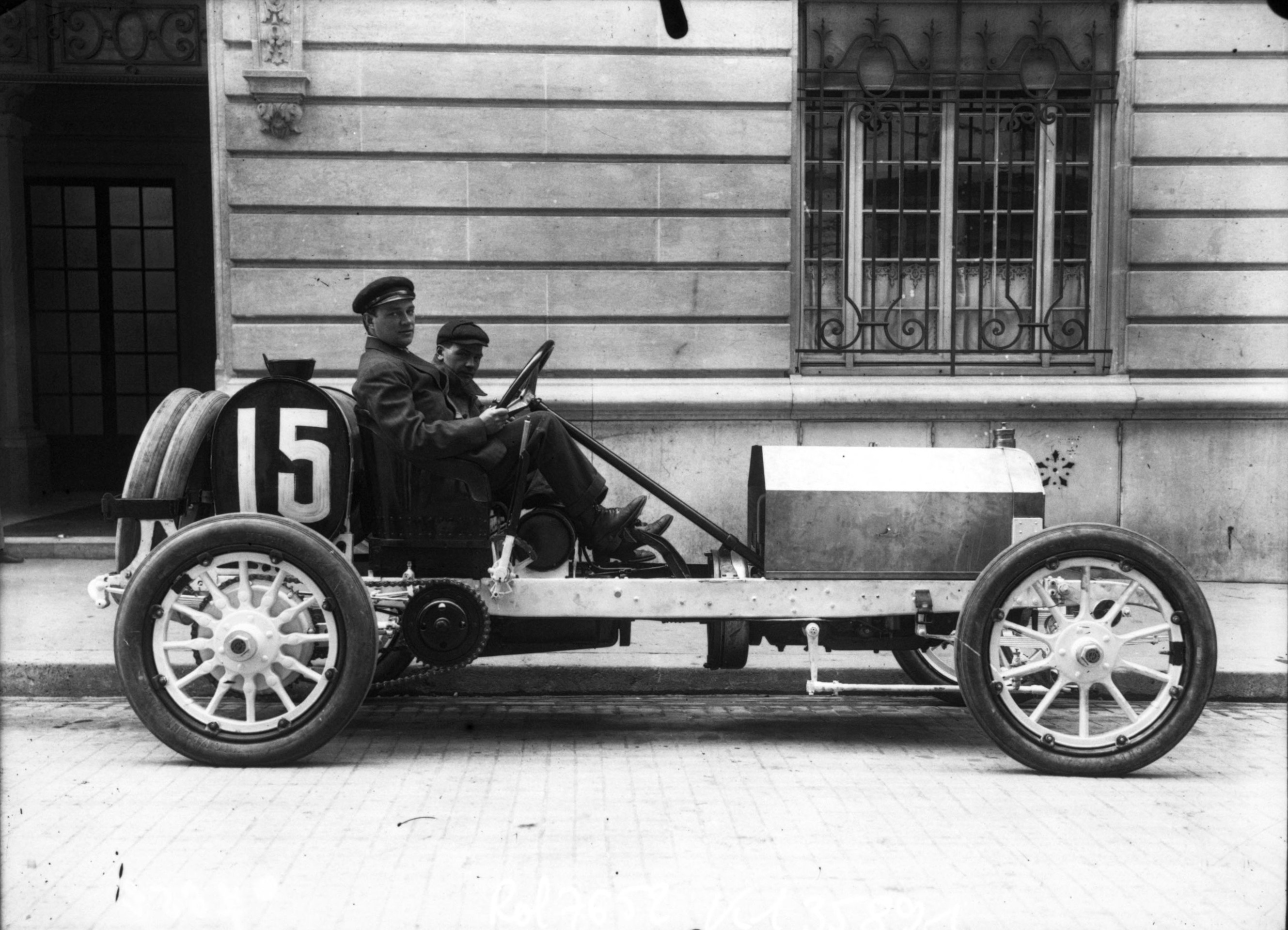
Strang à Dieppe en 1908…

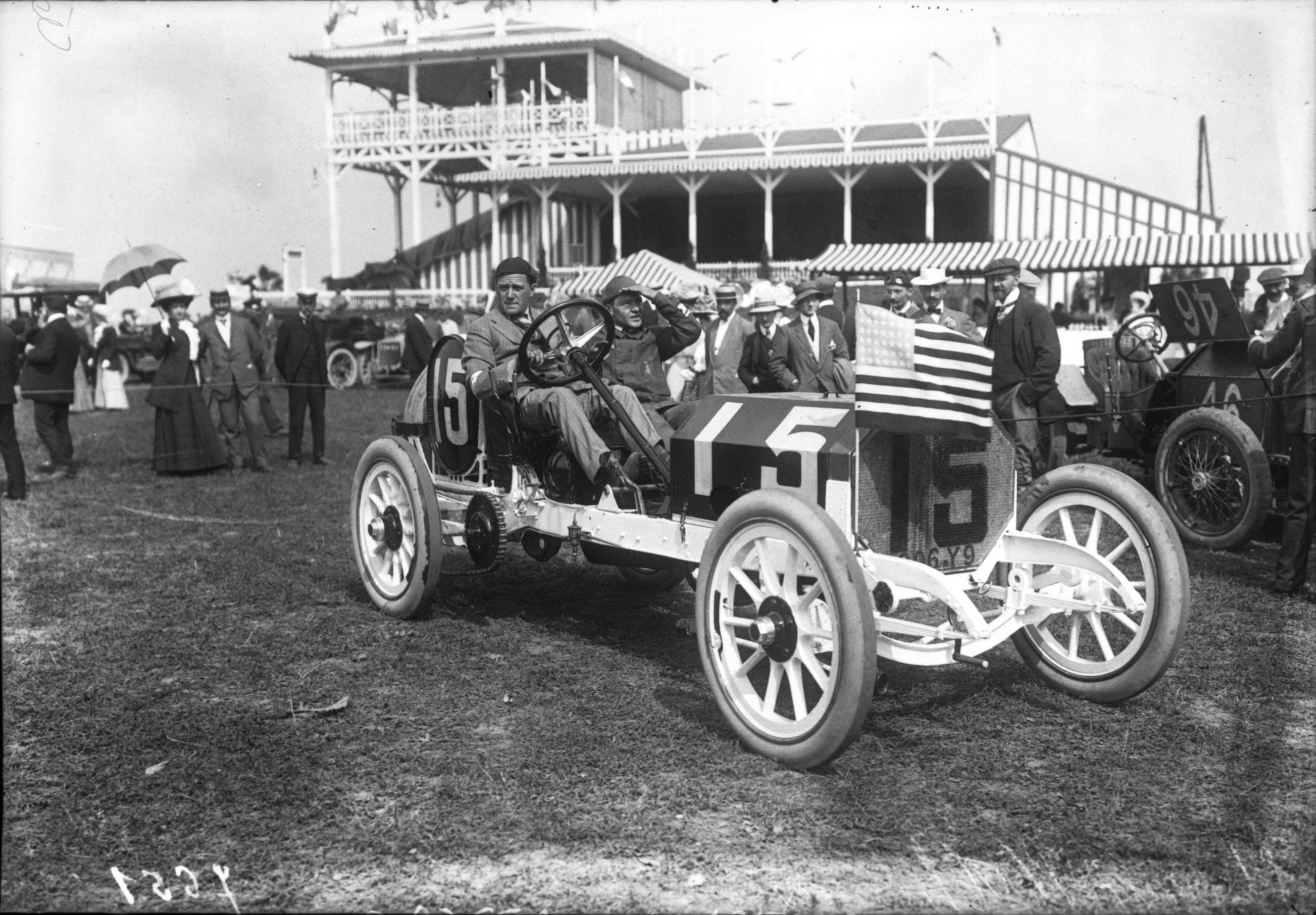
…pour le GP de France, sur Thomas.

### Titre
- American Championship car racing : officieux champion des États-Unis AAA pour la saison 1908[3];

### Principales victoires, et podiums notables
1908 :
- Savannah Challenge Trophy' (les 346 miles de Savannah, GA.), sur Isotta-Frachini 55:
- 240 miles de Briarcliff, NY., sur Isotta-Frachini 55 (en tête de bout-en-bout, devant 100 000 spectateurs);
- 250 miles de Lowell, MA., sur Isotta-Frachini 60;
  - 2e des 234,6 miles de Long Island Parkway, NY., sur Renault "Agatha" 35CV;

Autres :
- Mile de Birmingham 1907 (Alabama);
- G&J Trophy Race AAA 1909 (les 100 miles d'Indianapolis), sur Buick (leader des 40 tours)[5];
- 100 miles d'Ormond Beach en 1909 (accomplis en 94 minutes);
  - 2e des 234,5 miles de Parkway Sweepstakes, en 1908 sur Renault "Agatha" 35CV (écurie de Paul Lacroix);
  - 2e des 200 miles d'Atlanta AAA 1910, sur "French-S.P.O."[6],[7];
  - 2e des 10 miles de Brighton Beach, NY. en 1907, sur Pilain 28 hp[8];
  - 6e du premier Grand Prix des États-Unis en 1908 à Savannah, sur Renault (neuf jours seulement après la mort d'Emil Stricker et premier américain au classement final, grâce à l'écurie française)[9].
  - 6e des 24 Heures de Brighton Beach 1908, avec le français Charles Basle sur Renault "Agatha" 35CV (deuxième course locale de l'année; abandon à la 17e heure);
  - 7e des 24 Heures de Brighton Beach 1908, avec C.B.Rogers sur Acmee (première course locale de l'année);
  - participation au Grand Prix de l'A.C.F. 1907;
  - participation au Grand Prix de l'A.C.F. 1908, sur Thomas;
  - participation à la Coupe Vanderbilt 1908 (sur Renault "Agatha");
  - participation à la Coupe Vanderbilt 1909 (15e sur Fiat).

### Records
- 108,08 km/h en octobre 1907, à Birmingham, Alabama, sur piste en terre battue d'un mile;
- sur le mile (1,6 km) à Nashville en 1907;
- sur 100 miles (161 km) au 100-mile G&J Tire Trophy AAA d'Indianapolis en 1909 (à 104,08 km/h de moyenne);
- mile à Indianapolis en décembre 1909 sur Fiat;
- le tour à Indianapolis en décembre 1909 sur Fiat;
- 5 miles (8 km) à Indianapolis en décembre 1909 sur Fiat (à 146 km/h de moyenne).
- Quart de mile (402 m) en 8 secondes à Indianapolis en 1910 sur Fiat (192 km/h)[10];
- kilomètre à Indianapolis en 1910 sur Fiat (22 secondes);
- 5 miles à Indianapolis en 1910 sur Fiat (3 min 17 s).